# 56-os főút (Magyarország)
Az 56-os számú főút a Dél-Dunántúlon a Duna mentén húzódó másodrendű főútvonal, amely Szekszárdot köti össze az udvari határátkelővel.

## Nyomvonala
Szekszárdtól északra, egy körfogalomnál ágazik ki a 6-os főútból. A megyeszékhely központját keletről kerüli el, elhalad a város vasút- és autóbusz-állomása mellett, majd az M6-os autópályával párhuzamosan délnek tart. Bátaszék előtt keresztezi az 55-ös főutat, szintén egy körfogalom segítségével. Ezt követően egy darabig szorosan a Duna mellett húzódik.
Mohács központján korábban áthaladt, ma már nyugatról elkerüli azt, a régi nyomvonala az 5121-es útszámozást viseli. A város határában keresztezi a Pécs felé tartó 57-es főutat, amely a központban ágazik ki a régi nyomvonalból. A várost követően egy szinte nyílegyenes szakasza következik, melynek végén, a 61. kilométerét elhagyva éri el a magyar-horvát határt. Magyar oldalon Udvar, horvát részen pedig Dályok (Duboševica) a határátkelő melletti legközelebbi település.

## Érintett települések és csatlakozó utak
- Szekszárd (5112, 5113)
- Őcsény (5114, 5601)
- Decs
- Várdomb (5602, 5602 5113)
- Alsónyék (55)
- Bátaszék (5513)
- Báta (56 302, 51 168)
- Dunaszekcső (51 378)
- Bár
- Mohács (5606, 5121, 5607, 57)
- Kölked (5117)
- Sátorhely (5702)
- Udvar.

## Története
1934-ben a kereskedelem- és közlekedésügyi miniszter 70 846/1934. számú rendelete szinte a teljes mai hosszában elsőrendű főúttá nyilvánította, a Budapest és a horvát határ közt húzódó 6-os főút részeként (az 56-os útszámot akkor még nem osztották ki, a mai 6-os főút baranyai szakaszai pedig abban az időben még harmadrendű főutaknak számítottak). Különbség az akkori és a mai nyomvonal között csak annyi volt, hogy a főút akkor még áthaladt Mohács központján, míg a mai nyomvonal elkerüli azt; a kimaradt szakasz ma mellékútként az 5121-es útszámozást viseli. A második világháború idején, az első és második bécsi döntések utáni időszakban szükségessé vált a meghosszabbítása (változatlanul 6-os útszámozással) a jelentős kiterjedésű délvidéki területeken, Bellyéig.
A mohácsi elkerülője több részletben készült el – a város északi külterületei és az 57-es főút között már 1970 előtt megvalósult, a Kartográfiai Vállalat akkor kiadott autótérképének tanúsága szerint –, délebbi szakaszait viszont csak 1990 után helyezték forgalomba.